# Énanthotoxine
L'énanthotoxine ((E,E,E)-heptadéca-2,8,10-triène-4,6,diyne-1,14-diol en nomenclature IUPAC) est un composé chimique organique de formule brute C17H22O2. C’est un alcool hautement insaturé très toxique.

## Toxicité
Ce composé est mortel pour la souris à une dose de 0,83 mg/kg. Il agit comme un antagoniste des récepteurs GABAA des neurones : cette molécule fixe l’acide γ-aminobutyrique (GABA) ouvrant ces récepteurs, les rendant perméables aux ions chlorures qui en s'engouffrant les hyperpolarisent.
Il est responsable de la toxicité de l'œnanthe safranée.

## Similarité
La cicutoxine (en) partage la même formule C17H22O2. Très toxique, elle agit de la même manière sur les récepteurs GABAA.
Elle est responsable de la toxicité de la ciguë aquatique.